# 코오롱 한국오픈 골프 선수권 대회
코오롱 한국오픈 골프 선수권 대회(Kolon Korea Open)은 대한민국 충청남도 천안시에서 열리는 프로 골프 대회로, 1958년에 창설되었다. 코오롱이 대회의 후원을 맡고 있다.

## 중계방송
JTBC GOLF, JTBC GOLF&SPORTS : 1라운드 ~ 최종 라운드 (전 경기 생중계) 
 JTBC : 3라운드 ~ 최종 라운드 (생중계)